# Synsphyronus dorothyae
Espèce
Synsphyronus dorothyae est une espèce de pseudoscorpions de la famille des Garypidae.

## Distribution
Cette espèce est endémique d'Australie. Elle se rencontre en Australie-Occidentale vers Coolgardie et en Australie-Méridionale vers le lac Serpentine.

## Description
Les femelles mesurent de 3,8 à 4,2 mm.

## Étymologie
Cette espèce est nommée en l'honneur de Dorothy Cukier.

## Publication originale
- Harvey, 1987 : A revision of the genus Synsphyronus Chamberlin (Garypidae: Pseudoscorpionida: Arachnida). Australian Journal of Zoology, Supplementary Series, no 126, p. 1-99.